# 鈴木みのる
鈴木 みのる（すずき みのる、本名・旧リングネーム：鈴木 実/読み同じ、1968年6月17日 - ）は、日本の男性プロレスラー、実業家、総合格闘家。神奈川県横浜市出身。パンクラスMISSION、サンミュージックプロダクション。グッズ販売やイベント企画・運営を手掛ける株式会社パイルドライバー代表取締役。血液型B型。

## 来歴

### 新日本プロレス
横浜高等学校時代はレスリング部に所属。国体2位 という実績を残して1987年3月に新日本プロレスに入門。
1988年
- 6月23日、飯塚孝之戦でデビュー。同年10月22日の飯塚戦で初勝利[7]。前座戦線で佐々木健介と幾度となく対戦し好勝負を繰り広げる。

1989年
- 3月、アントニオ猪木と対戦[7]。同月に新日本プロレスを退団[8]。

### UWF
- 4月3日にUWFと契約[9]。

1989年
- 5月に田村潔司のデビュー戦の相手を務め、UWFでの初白星[10]。

1989年
- 11月29日、骨折した船木誠勝の代役で東京ドーム大会「U-COSMOS」で、モーリス・スミスと異種格闘技戦で対戦したが、4ラウンドでKO負け。後に鈴木は「スミスの強さにビビって大観衆の前で泣いて自らリングに寝転がった」と語っている[11]。

1991年
- 3月、UWFを退団。

### プロフェッショナルレスリング藤原組
3月、船木らとプロフェッショナルレスリング藤原組へ参加。
1991年
- 4月1日、SWSと提携して行われた神戸ワールド記念ホール大会におけるアポロ菅原戦は、試合開始直後から互いに退け合うように鈴木は張り手を菅原は前蹴りを放ちまともに組み合おうとせず、その挙げ句菅原側がセメント行為を仕掛け[12]、その行為に対して鈴木はコーナーに追い詰め頭突きを見舞い菅原はグーパンチで応戦。まともに試合が成立しないほど泥沼の様相に。レフェリーが間に入り、双方の反則に（頭突きとグーパンチ）注意を入れた所でそのジャッジに呆れた菅原がリングを降りて試合放棄した[12][13]。

1992年
- 10月、東京ドーム大会で、ソウルオリンピックのレスリング金メダリスト：ゴベリシビリ・ダビッドと対戦、裸絞めで勝利。

1993年
- 1月、船木らと共に藤原組を退団。

藤原組はカール・ゴッチを顧問として据えており、ゴッチが直接指導することもあったため、ゴッチに傾倒したのもこの時期である。アメリカ人選手がゴッチのレクチャーを受けた際、「痛い、これじゃ鈴木じゃないか」とクレームをつけると、「私が鈴木であり、鈴木が私なのだ」と返答したこともあるなど、ゴッチもまた鈴木に大きな期待を寄せた。

### パンクラス
- 8月、パンクラスを船木らと共に旗揚げ。
- 9月21日、パンクラス旗揚げ戦の第1試合にて稲垣克臣にチョークスリーパーで勝利[7][14]。
- 11月、神戸大会でモーリス・スミスとキックボクシングルールで対戦し3RでTKO負け[7]。

1994年
- 5月、日本武道館大会でスミスと再戦し、3Rに腕ひしぎ十字固めで勝利。U-COSMOSから5年越しの雪辱を果たした[7]。
- 7月、バス・ルッテンと対戦し、膝蹴りでKO負け。
- 10月、両国国技館大会で船木誠勝と対戦し、チョークスリーパーで一本負け。

1995年
- 4月、愛知県武道館大会でフランク・シャムロックと対戦し、スリーパーホールドで一本負け。
- 5月、NKホール大会では王者のケン・シャムロックを破り、第2代キング・オブ・パンクラシストとなる[7]。
- 9月、日本武道館大会で、挑戦者のバス・ルッテンにフロントチョークスリーパーで敗退し、キング・オブ・パンクラシストから陥落[15]。

1996年
- 1月、ルッテンが負傷により王座を返上し、空位になったキング・オブ・パンクラス王座の暫定王者決定戦をフランク・シャムロックと行うが敗退。以降、首の負傷（ヘルニア）が原因で連敗を重ね、同年10月より長期欠場した[15]。

1997年
- 5月、ジョエル・サトゥン戦で復帰[15]。しかし負傷が再発し再び欠場した。この頃の鈴木は、リングスとパンクラスとのトラブルに巻き込まれ、前田日明より「パンクラスは邪魔だから潰したい」、「高橋君（高橋和生）には付き合ってられない。鈴木、お前出て来い」などと挑発されたが鈴木は黙殺し続けた[16]、一方で当時シュートボクシングに在籍していた村浜武洋に「（言動が）ダサい」とインタビューで発言され、当時蜜月だったフリーライター・安田拡了経由で村浜に圧力をかけるなどの言動もあった。
- その後は「キャッチレスリング」という組み技限定ルールとエキシビションを中心に活動。

2002年
- 3月、DEEP2001に出場し、ルチャドールのエル・ソラールと対戦するが、試合中のアクシデントでローブローをもらい反則勝ち[7]。

指導者としては「出稽古禁止」などのルールを設けたが、これはパンクラスの練習を疎かにして他の所に練習に行くという行為を認めなかったという物である。しかし、マスコミや 一部の練習生からの反発もあり、引退していた船木にも「鈴木を切った方がいい」と言われてしまう。
- 11月、横浜大会で獣神サンダー・ライガーに勝利[7]。本来はライガーではなく、佐々木健介と対決する予定であったが9月に健介が負傷。その後、健介が新日本プロレスを退団したため、ライガーが代役として出場した経緯があった[19]。

### プロレス復帰
2003年
ライガー戦を最後に、総合格闘技の試合は行っていない（エキシビション・マッチ＝非公式試合は有）。2003年4月にパンクラスのプロレス部門として「パンクラスMISSION」を立ち上げた。プロレス回帰を進めるにつれて、これまでリングを降りると礼儀正しく振る舞う好青年であった人柄から、時に厳つい眼光で睨み、時に舌を出して高笑いを見せ、試合内外で徹底的に相手を罵倒し、自分の価値観を押し通すと言う傍若無人かつ唯我独尊なキャラクターを作り上げ、これが「世界一性格の悪い男」と称されるきっかけになる。
- 6月13日、新日本プロレス 日本武道館での成瀬昌由戦より古巣・新日に参戦[7]。

2004年
- 8月17日、初代えべっさんと対戦。1秒で勝利[7][20]。
- 7月10日、プロレスリング・ノア 東京ドーム大会よりIWGPタッグ王者としてパートナーの高山善廣と共に参戦[7]。
- 11月13日、新日本・大阪ドーム大会にて、IWGPヘビー級王座を懸けての場で念願の佐々木健介との対戦を実現させた[7]。

2005年
- 1月8日、ノア・武道館大会で小橋建太とGHCヘビー級タイトルマッチを行ったが敗戦[7]。
- 5月10日、DRAGON GATEに参戦。ストーカー市川とシングルマッチをこなした。
- 6月18日、丸藤正道と組んでイギリスまで出向き、スコーピオ、ダグ・ウィリアムス組と戦い勝利、GHCタッグ王座を奪取した[7]。

2006年
- 2月11日、後楽園ホールにて佐々木健介20周年自主興行に参戦[7]。
- 3月、全日本プロレス・大田区体育館大会のメイン終了後に乱入し、三冠ヘビー級王者・小島聡を背後からスリーパーで絞め上げた。4月のチャンピオン・カーニバルより全日本を主戦場とした[21]。
- 6月23日、ウルティモ・ドラゴン主催興行でメカマミーと対戦[7]。
- 9月3日、札幌メディアパーク・スピカ大会で太陽ケアを破り、三冠ヘビー級王座を奪取（第35代）[7]。
- 12月12日、リアルジャパンプロレス後楽園大会では、初代タイガーマスクとシングルで対戦し勝利[7]。

2007年
- 1月4日、新日本プロレスの東京ドーム大会で永田裕志と三冠ヘビー級選手権を行い、勝利[7]。
- 5月4日、マッスルハウス4に参戦[7]。
- 5月18日、高山善廣と共にCMLLに参戦[22]。
- 11月、アブドーラ・ザ・ブッチャーとの「超異次元タッグ」で世界最強タッグ決定リーグ戦に参戦。

のちに著書の中で「（ブッチャーは）カール・ゴッチ、藤原喜明と同じように、自分を構成する要素を与えてくれた大きな存在」と述べている。
- 12月24日、ZERO1-MAXに初参戦[7]。

2008年
- 1月23日、西口プロレスでアントニオ小猪木と対戦[7]。
- 4月13日、ハッスル30でレイザーラモンRGと対戦[7]。
- 4月20日、後楽園大会で太陽ケア・NOSAWA論外・MAZADA・TAKEMURAと共に「GURENTAI」を結成した[21]。
- 6月17日、後楽園ホールで鈴木みのるデビュー20周年興行「風になれ」が開催。モーリス・スミスとのエキシビションマッチおよび高山との2度目のシングルマッチを行った。

2009年
- 2009年8月30日、両国大会でプロレス復帰した船木とタッグマッチで対戦（パートナーは鈴木が蝶野正洋、船木が武藤敬司）。
- 9月26日、横浜文体大会で船木とシングルで対戦。鈴木も感情むき出しで船木に突っかかり、鈴木のレフェリー暴行による反則負け。

2010年
- 2010年3月21日、両国大会で船木と全日本初の「金網マッチ」で再戦したが、レフェリーストップによるKO負け。
- 4月11日、チャンピオン・カーニバル決勝で船木を破り、大会史上3人目の連覇を達成した（対 船木戦初勝利）。
- 5月2日、愛知県大会で浜亮太を破り、第42代三冠ヘビー級王者となる。

#### 新ユニット「鈴木軍」を結成
2011年
- 5月3日、新日本・博多大会に来場し、真壁刀義対小島の試合後、敗れた小島を襲撃し、それまで小島と共闘していたTAKAみちのく、タイチと共に「鈴木軍」を結成した。
- 5月8日、ノア・有明コロシアム大会で杉浦貴のGHCヘビー級選手権に挑戦したが敗北。
- 6月19日、両国国技館大会『2011プロレスLOVE in 両国 Vol.12』で渕正信とのシングルマッチで対戦し、試合後に鈴木は「新しい実がついたら（選手が育ったら）収穫に来てやるよ！」とコメントを残し、レギュラー参戦契約が満了となり離脱。

- 6月18日、新日本プロレス・大阪府立体育会館大会より本格参戦。「鈴木軍」として本格活動開始。
- 6月25日、2回目の自主興行「PAILEDRIVER charity project カウント2.9 ～さあ、ここから～」を開催。鈴木は里村明衣子と組み、高山善廣、栗原あゆみ組とのミクストタッグマッチで試合をした他、無期限謹慎中だったNOSAWA論外をリングに上げ（NOSAWA1人でKIKUZAWA、高山、鈴木の3人と続けてシングルマッチを行う「3人掛け」をその場で組み）、NOSAWAのプロレス界復帰の後押しを行なった。
- 8月、G1 CLIMAXに出場。優勝戦線まで残るが、最終戦で中邑に敗れて優勝決定戦進出はならず、6勝3敗に終わった。
- 事前予告無し、マスコミ非公開という形で宮城県気仙沼市で試合（興行）を開催する[24]。
- 10月より、ランス・アーチャーとのタッグでG1 TAG LEAGUEに出場し、決勝でジャイアント・バーナード、カール・アンダーソン組を破り、同リーグ優勝。11月12日、バーナード、アンダーソン組にアーチャーとのタッグでIWGPタッグ王座に挑戦するも、アーチャーがフォールを奪われ敗れる。
- 11月17日、金原弘光のデビュー20周年記念興行に出場。「U-SPIRITSルール」[25] で金原と対戦し勝利した。この試合で鈴木はレガースを着用して試合に臨み、試合前には金原の握手に鈴木が応じ、試合後には金原の座礼に対して一度は断るものの、応じる場面が見られた。
- 12月4日、ジャイアント・バーナードとシングルで対戦し、ゴッチ式パイルドライバーを決めて勝利しIWGPヘビー級王座挑戦権獲得。2012年1月4日、IWGP王者の棚橋弘至に挑戦したが敗れた。

2012年
- 8月、2年連続でG1 CLIMAXに出場。
- 10月8日、両国大会にて棚橋のIWGPヘビー級王座挑戦で再度棚橋の保持するIWGPヘビー選手権に挑戦したが、またしても鈴木の敗戦に終わった。
- 11月20日より開催されたWORLD TAG LEAGUEに真霜拳號とのタッグ「鈴木軍」で出場。

2013年
- 1月4日、東京ドーム大会で永田と対決。
- 5月3日、オカダ・カズチカの持つIWGPヘビー級王座に挑戦。

2014年
- 6月8日、直前の横浜アリーナ大会でCHAOSを裏切り鈴木軍入りした飯塚高史とタッグを組み、矢野・桜庭らとの抗争を開始。
- 7月-8月、4年連続でG1 CLIMAXに出場したものの5勝5敗（勝ち点10）で予選リーグ敗退となった。後にAJスタイルズとのリーグ戦試合が、レスリング・オブザーバー紙年間最優秀試合（Match of the Year）に選出される。
- 11月9日、中村あゆみとのコラボ興行「あゆみのるPresents"風になれ"フェスティバル」を開催、鈴木軍（鈴木、TAKAみちのく、タイチ組）のボスとして自身に縁のあるGURENTAI（高山、NOSAWA論外、MAZADA組）と闘った。

2015年
- 1月4日、桜庭和志と3カウントと場外カウントなしの完全決着ルールで対戦し勝利し一連の抗争に決着を付けた。
- 1月10日、プロレスリング・ノア後楽園ホール大会に乱入しノアに参戦開始。
- 3月15日、丸藤を破り第23代GHCヘビー級王座となった[26]。

2016年
- 11月、グローバル・リーグ戦優勝[27]。12月2日中嶋勝彦のGHCヘビー級王座に挑戦、3日には杉浦貴との対戦を終えノアから撤退[28]。

2017年
- 1月5日、新日本プロレスに再上陸[29]。
- 4月27日、後藤洋央紀を破りNEVER無差別級王座戴冠。

2018年
- 1月4日、後藤とノーセコンド＆「敗者髪切りデスマッチ」試合形式の中、後藤に敗れNEVER無差別級王座から陥落。
- 1月27日、北海きたえーるで棚橋の持つIWGPインターコンチネンタル王座に挑戦し、レフェリーストップにより戴冠。
- 6月23日から6月24日にかけて、デビュー30周年記念野外フェスティバル『大海賊祭』を開催。初日のメインイベントでオカダと対戦したが、30分時間切れにより引き分け[30]。

2020年
- 8月29日、SUMMER STRUGGLE IN JINGUにて鷹木信悟の保持するNEVER無差別級王座に挑戦、鷹木にゴッチ式パイルドライバーを決めNEVER戴冠を果たす。

2022年
- 1月4日、KOPWランボーで争い4人のうちの4人　矢野、オーエンズ、CIMA、鈴木が残る。
  - 1月5日、前日の試合で勝ち残った4人、矢野、オーエンズ、CIMA、鈴木が対決し矢野にゴッチ式パイルドライバーを決めて鈴木が勝利、KOPW2022のチャンピオンとなる。
- 2月20日、北海きたえーるで矢野とKOPW2022防衛戦を行い、ドッグケージに収監され敗北。

#### 鈴木軍を解散
- 12月14日、鈴木軍を年内をもって解散することを宣言した。

2023年
- 1月5日、大田区大会の第1試合終了後、HOUSE OF TORTURE（HOT）に蹂躙されていた成田蓮を元鈴木軍のエル・デスペラードと共に救出。以降、HOTとの抗争を開始する。

#### 新ユニット「ストロングスタイル」を結成
- 2月11日、大阪大会にてデスペラード&成田とのトリオで、HOTのEVIL、高橋裕二郎、SHOが保持するNEVER無差別級6人タッグ王座に挑戦しこれを奪取。試合後のマイクではチーム名を「ストロングスタイル」と発表した。

## 戦績

### 総合格闘技
| 総合格闘技 戦績 | 総合格闘技 戦績 | 総合格闘技 戦績 | 総合格闘技 戦績 | 総合格闘技 戦績 | 総合格闘技 戦績 | 総合格闘技 戦績 |
| --------------- | --------------- | --------------- | --------------- | --------------- | --------------- | --------------- |
| 49 試合         | (T)KO           | 一本            | 判定            | その他          | 引き分け        | 無効試合        |
| 29 勝           | 2               | 22              | 4               | 1               | 0               | 1               |
| 19 敗           | 7               | 7               | 5               | 2               | 0               | 1               |

| 勝敗 | 対戦相手                     | 試合結果                          | 大会名                                                                          | 開催年月日     |
| ○    | 獣神サンダー・ライガー       | 1R 1:48 チョークスリーパー        | PANCRASE 2002 SPIRIT TOUR                                                       | 2002年11月30日 |
| ○    | エル・ソラール               | 反則勝ち（金的）                  | DEEP2001 4th IMPACT in NAGOYA                                                   | 2002年3月30日  |
| ○    | 冨宅飛駈                     | 5:09 膝十字固め                   | PANCRASE 2001 PROOF TOUR                                                        | 2001年9月30日  |
| ×    | デニス・ケイン               | 3:43 ギブアップ                   | PANCRASE 2000 TRANS TOUR                                                        | 2000年9月24日  |
| ○    | ショーン・ダグティ           | 1:01 チキンウィングアームロック   | PANCRASE 2000 TRANS TOUR                                                        | 2000年4月30日  |
| ×    | 菊田早苗                     | 2:39 レフェリーストップ（肩固め） | PANCRASE 1999 BREAKTHROUGH TOUR                                                 | 1999年12月18日 |
| ×    | 渋谷修身                     | 2:31 レフェリーストップ           | PANCRASE 1998 ADVANCE TOUR 【ランキング戦】                                     | 1998年12月19日 |
| ×    | オマー・ブイシェ             | 0:45 チョークスリーパー           | PANCRASE 1998 ADVANCE TOUR                                                      | 1998年10月26日 |
| ×    | 高橋義生                     | 8:06 TKO（掌打）                  | PANCRASE 1998 ADVANCE TOUR                                                      | 1998年9月14日  |
| ×    | 冨宅飛駈                     | 10分終了 判定0-1                  | PANCRASE 1998 ADVANCE TOUR 【東京・横浜道場対抗戦：先鋒戦】                     | 1998年6月21日  |
| ○    | ジョン・ローバー             | 15分終了 判定                     | PANCRASE 1998 ADVANCE TOUR                                                      | 1998年6月2日   |
| ○    | トニー・ロホ                 | 10分+延長3分終了 判定3-0          | PANCRASE 1998 ADVANCE TOUR                                                      | 1998年4月26日  |
| ○    | 窪田幸生                     | 3:38 チョークスリーパー           | PANCRASE 1998 ADVANCE TOUR                                                      | 1998年3月18日  |
| ×    | 山宮恵一郎                   | 20分終了 判定0-2                  | PANCRASE 1998 ADVANCE TOUR 【ランキング戦】                                     | 1998年3月01日  |
| ×    | セーム・シュルト             | 9:52 KO（膝蹴り）                 | PANCRASE 1998 ADVANCE TOUR                                                      | 1998年1月16日  |
| ×    | 山宮恵一郎                   | 20分終了 判定                     | PANCRASE 1997 ALIVE TOUR 【ランキング戦】                                       | 1997年9月6日   |
| ×    | ジェイソン・デルーシア       | 不戦敗                            | PANCRASE 1997 ALIVE TOUR 【ランキング戦】                                       | 1997年7月20日  |
| ○    | ジャグエット・シン           | 0:21 KO（ハイキック）             | PANCRASE 1997 ALIVE TOUR                                                        | 1997年6月18日  |
| ○    | ジョエル・サトゥン           | 0:48 アームロック                 | PANCRASE 1997 ALIVE TOUR                                                        | 1997年5月24日  |
| ○    | 伊藤崇文                     | 10分終了 判定                     | PANCRASE TOUR 1996 TRUTH                                                        | 1996年10月8日  |
| ×    | ジェイソン・デルーシア       | 4:58 KO（左フック）               | PANCRASE TOUR 1996 TRUTH                                                        | 1996年9月7日   |
| ×    | ヴァーノン“タイガー”ホワイト | 15分終了 判定0-2                  | PANCRASE TOUR 1996 TRUTH                                                        | 1996年7月23日  |
| ×    | 近藤有己                     | 15分終了 判定0-2                  | PANCRASE TOUR 1996 TRUTH                                                        | 1996年6月25日  |
| ×    | ガイ・メッツアー             | 7:59 TKO                          | PANCRASE TOUR 1996 TRUTH 【ランキング戦】                                       | 1996年5月16日  |
| ○    | 冨宅飛駈                     | 22:53 腕ひしぎ十字固め            | PANCRASE TOUR 1996 TRUTH                                                        | 1996年3月2日   |
| ×    | フランク・シャムロック       | 22:53 膝十字固め                  | PANCRASE TOUR 1996 TRUTH 【暫定キング・オブ・パンクラス・タイトルマッチ】       | 1996年1月28日  |
| －   | ガイ・メッツァー             | 7:15 無効試合（ドクターストップ） | パンクラス 1995 EYES OF BEAST                                                   | 1995年11月04日 |
| ○    | トッド・メディーナ           | 1:39 腕ひしぎ十字固め             | パンクラス 1995 EYES OF BEAST                                                   | 1995年11月04日 |
| ×    | バス・ルッテン               | 15:35 フロントチョークスリーパー  | パンクラス 1995 EYES OF BEAST 【キング・オブ・パンクラス・タイトルマッチ】      | 1995年9月01日  |
| ○    | ジェイソン・デルーシア       | 9:03 フロントチョークスリーパー   | パンクラス 1995 EYES OF BEAST                                                   | 1995年7月22日  |
| ○    | ラリー・パパドポロス         | 8:34 スリーパーホールド           | パンクラス 1995 EYES OF BEAST                                                   | 1995年6月13日  |
| ○    | ウェイン・シャムロック       | 2:14 膝十字固め                   | パンクラス 1995 EYES OF BEAST 【キング・オブ・パンクラス・タイトルマッチ】      | 1995年5月13日  |
| ×    | フランク・シャムロック       | 3:23 スリーパーホールド           | パンクラス 1995 EYES OF BEAST                                                   | 1995年4月8日   |
| ○    | クリストファー・デウィーバー | 1:50 チョークスリーパー           | 夢の架け橋～憧夢春爛漫～                                                        | 1995年4月2日   |
| ○    | グレゴリー・スミット         | 9:10 チョークスリーパー           | パンクラス 1995 EYES OF BEAST                                                   | 1995年3月10日  |
| ×    | 山田学                       | 14:46 腕ひしぎ十字固め            | パンクラス 1994 ROAD TO THE CHAMPIONSHIP 【KING OF PANCRASE TOURNAMENT 準決勝】 | 1994年12月17日 |
| ○    | ジェイソン・デルーシア       | 2:46 ヒールホールド               | パンクラス 1994 ROAD TO THE CHAMPIONSHIP 【KING OF PANCRASE TOURNAMENT 2回戦】  | 1994年12月16日 |
| ○    | マット・ヒューム             | 10分終了 判定                     | パンクラス 1994 ROAD TO THE CHAMPIONSHIP 【KING OF PANCRASE TOURNAMENT 1回戦】  | 1994年12月16日 |
| ×    | 船木誠勝                     | 3:11 チョークスリーパー           | パンクラス 1994 ROAD TO THE CHAMPIONSHIP                                        | 1994年10月15日 |
| ○    | ロバート・ヨナサン           | 3:11 腕ひしぎ十字固め             | パンクラス 1994 ROAD TO THE CHAMPIONSHIP                                        | 1994年9月1日   |
| ○    | レムコ・パドゥール           | 7:16 KO（掌底）                   | パンクラス 1994 ROAD TO THE CHAMPIONSHIP                                        | 1994年7月26日  |
| ×    | バス・ルッテン               | 3:41 KO（膝蹴り）                 | パンクラス 1994 ROAD TO THE CHAMPIONSHIP                                        | 1994年7月6日   |
| ○    | モーリス・スミス             | 3R 0:36 腕ひしぎ十字固め          | パンクラス 1994 ROAD TO THE CHAMPIONSHIP                                        | 1994年5月31日  |
| ○    | トーマス・プケット           | 1:43 腕ひしぎ十字固め             | パンクラス 1994 PANCRASH!                                                       | 1994年4月21日  |
| ○    | 冨宅祐輔                     | 6:31 スリーパーホールド           | パンクラス 1994 PANCRASH!                                                       | 1994年3月12日  |
| ○    | ウェイン・シャムロック       | 7:37 膝十字固め                   | パンクラス 1994 PANCRASH!                                                       | 1994年1月19日  |
| ○    | ジェームス・マシューズ       | 0:58 アームロック                 | パンクラス 1993 YES, WE ARE HYBRID WRESTLERS                                    | 1993年10月14日 |
| ○    | ヴァーノン“タイガー”ホワイト | 2:36 クロックヘッドシザース       | パンクラス 1993 YES, WE ARE HYBRID WRESTLERS                                    | 1993年10月14日 |
| ○    | 稲垣克臣                     | 3:25 チョークスリーパー           | パンクラス 1993 YES, WE ARE HYBRID WRESTLERS                                    | 1993年9月21日  |

### キックボクシング
| キックボクシング 戦績 | キックボクシング 戦績 | キックボクシング 戦績 | キックボクシング 戦績 | キックボクシング 戦績 | キックボクシング 戦績 | キックボクシング 戦績 |
| --------------------- | --------------------- | --------------------- | --------------------- | --------------------- | --------------------- | --------------------- |
| 1 試合                | (T)KO                 | 判定                  | その他                | 引き分け              | 無効試合              |                       |
| 0 勝                  | 0                     | 0                     | 0                     | 0                     | 0                     |                       |
| 1 敗                  | 1                     | 0                     | 0                     | 0                     | 0                     |                       |

| 勝敗 | 対戦相手         | 試合結果     | 大会名     | 開催年月日 |
| ×    | モーリス・スミス | ３R 52秒 TKO | パンクラス | 1993年11月 |

## 人物
- 鈴木と交流のある俳優の上地雄輔は横浜高校の後輩[31]、鈴木とは雑誌などでも対談している愛甲猛・大橋秀行は先輩にあたる。
- プロレスに再進出してからはヘアスタイルを頻繁に変えるようになり、凝った剃り込みが入っている。常連である横浜の美容室の美容師を「おらが村のカリスマ美容師」と呼び、大きな大会の前にはヘアスタイルを変えている。ちなみに、それ以前の鈴木のヘアスタイルはリーゼントか坊主だった。
- 普段は黒のショートタイツに黒のリングシューズという出で立ちであるが、パンクラス時代から現在に至るまでここ一番の大舞台では白のショートタイツを着用する[11]（近年では先述のパンクラスでのライガー戦、ノアでの秋山戦など）。
  - 白のショートタイツについては、一時期は鈴木も「願掛け」のように縋り、鈴木曰く「わけのわからない試合でも着用していた」が、高橋和生に「昔は特別な時にしか履いていなかったものを、特別ではない時も履いているのはカッコ悪いですよ」と指摘されていたことを語っている[32]。
- 2005年7月18日のノア東京ドーム大会に息子を連れてきたり、「息子に自慢するから」とノアの5周年記念パーティでネブ博士と写真を撮ったりしている。
- 2007年1月には全日本沖縄大会に参戦するため沖縄を訪れたが、その際に与那原警察署で一日署長を務めた。しかし、東京スポーツに「みのる逮捕」という見出しが載っていた。
- 中村あゆみの大ファン[33]。入場テーマ曲は中村に直接製作を依頼したオリジナル曲『風になれ』である。会場ではリング・インする瞬間にくる「かっぜにぃなれー♪」の部分で大合唱が起こるようになってきている。2013年1月4日の新日本東京ドーム大会の永田戦やデビュー20周年興行のメインイベントなどビッグマッチでは、中村の生演奏をバックに入場したことがある。
  - 中村は「みのる君[34] は、プロレス界では世界一性格の悪い男と言われているけど全然ちがう、モノをハッキリ言うし、嫌なこともズケズケ言うけど結構当たっている、キレイごとだけではなくすべてを見ようとしている」から口が悪くなるのだろうと指摘しつつ、「自分（中村）は利害関係がないから優しい男の一面を見せてくれるのかもしれないが、私の前では照れ屋、私が話すとすぐ真っ赤になる」などと評し純粋で奥手だったのではないかと分析している[35]。
- 役者としてテレビドラマや映画に出演することもあり、“役者・鈴木みのる”について鈴木は『週刊プロレス』2008年4月16日号掲載の連載コラム「鈴木みのるの独り言」にて、「大根役者だな〜」とダメ出しをしている。
- 趣味に釣りがある。東京スポーツの鈴木のインタビュー[36] によれば、元々実家が海に近いことから子供時代は兄弟でよく釣りに出ていたとのことだが、本格的に趣味としてのめりこみ始めた理由は「28歳の時にパンクラスで大きなケガをして、ついでに離婚もして（笑）。一人で家でボーっとしていたら友達から誘われて」とのこと。同インタビューで鈴木は、「引退したら釣り船屋か釣具屋をやろうかな。たぶん一生続けていくだろうな」とも語っている。なお、テレビ東京系列の釣り番組『釣り・ロマンを求めて』にパンクラスMISSIONの後輩でもある佐藤光留と共に出演したことがある。
- 尾田栄一郎の漫画・アニメ『ONE PIECE』のファンだと公言しており、作中に登場する「悪魔の実」や「ゴムゴムの実」をイメージした剃り込みを入れていた時期もある。ジャンプの巻末コメントでは作者の尾田から親交があることも明かされている。また、アニメにも「風野みのる」として出演している。『SMAP×SMAP』で行われた芸能人の“ONE PIECE王”を決める「ONE PIECE王決定戦」では、一度優勝をしている。
- コンピューターゲームのファンでもあり、『ファイナルファンタジーIV』でロールプレイングゲームにハマる。パンクラス時代にプレイした『クロノ・トリガー』の大ファンでもあり、「週刊ファミ通」にニンテンドーDS版リメイク作品のレビューを書いたことがある[37]。
- パンクラス旗揚げ期には女性誌やファッション誌にモデルとして登場することがあり、『an・an』の「抱かれたい男ランキングの上位にランクインしたこともある[38]。
- さまざまな団体に参戦していてIWGPヘビー級王座に挑戦した次の日に崖のふちプロレスに参戦をする他、グレート・ムタ&矢野と闘う1.4東京ドームの前日にDDTプロレスリングに参戦もする。
- モーリス・スミスは「昔、日本でスズキという奴と出逢った、彼が不利なルールで自分に挑戦してきたことを評価している、それで自分も総合格闘技に挑戦する気になったよ」と語っている[39]。
- 高木三四郎は、当時DDTで最大の人気を誇っていたメカマミーとの戦いや、マッスルハウス4の世界観[40] への対応を引き合いに出し「（SWSとの対抗戦のアポロ戦の印象から）頭のカタい人だと思っていたが180°ちがって自分たちの世界観に鈴木のキャラを崩さず対応して来て驚いた。DDTにレギュラー参戦されると乗っ取られかねない」と高く評価している[41]。
- 伊藤崇文には「船木さん（船木誠勝）とはちがう怖さ、鈴木さんはダイレクトな（見える）怖さ」と評された[42]、鈴木自身は「ゴッチさん（カール・ゴッチ）に影響された」、「（伊藤と知り合ったパンクラス旗揚げ期は）いつもカリカリしていて（自分にも他人にも）1ミリの狂いも許さなかった」と返答している[42]。
- 『大海賊祭』を横浜市の市民局と教育委員会の後援を取り付けて開催した動機としては、「小さいころから『食えない』という現実的な理由で夢を諦めている子供が多い。夢を潰しているのは大人の責任であり、自分は子供たちに夢のあるものを見せてあげたいね」という考えを持っていた[43][44]。
- 選手名鑑での好きな食べ物欄には、一貫して「鶏の唐揚げマヨネーズ和え」と記述している[45]。パンクラス当時に掲げていた「ハイブリッドボディ」と相反する記載のため、ある種のネタにされてきたが、幼少時に兄弟で大皿に山盛りのから揚げを取り合ったりしたため、ずっと思い出の食べ物だという[45]。

## 得意技

### フィニッシュ・ホールド

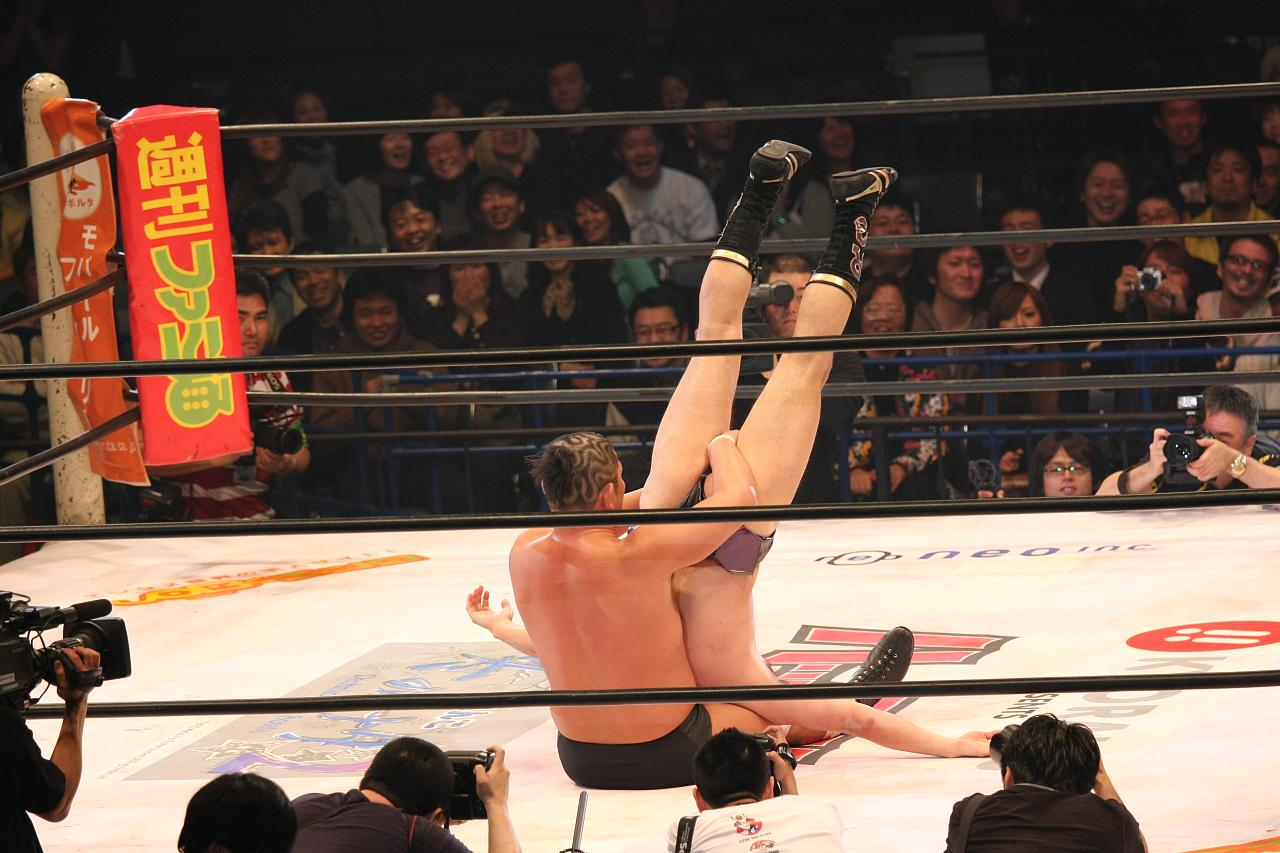
ゴッチ式パイルドライバー。

ゴッチ式パイルドライバー
鈴木の代名詞。カール・ゴッチが使用していた相手の股をクラッチしてのパイルドライバー。元々の「ゴッチ式」は、通常のパイルドライバーの体勢で股をクラッチするように持ち替えて落とすものだが、鈴木の場合は、最初から股をクラッチしたまま持ち上げて落としている。（アマチュアレスリングの「がぶり」を切るクラッチの応用と鈴木が解説している。）過去には日本人最重量レスラーの浜亮太を持ち上げた事もある。
スリーパーホールド

## タイトル歴
パンクラス

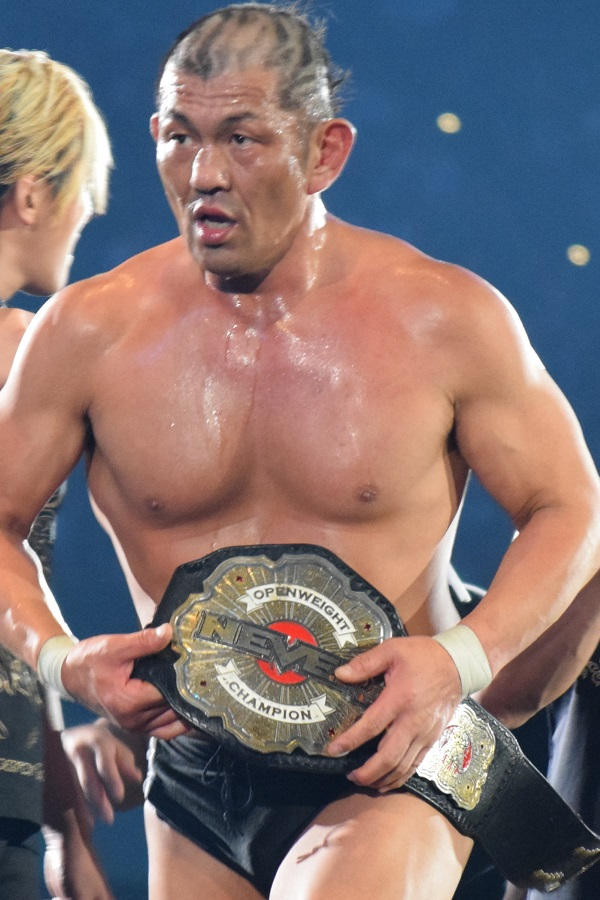
NEVER無差別級王座を手にする鈴木。

- 第2代キング・オブ・パンクラシスト無差別級（防衛0回）

新日本プロレス
- 第17代IWGPインターコンチネンタル王座
- 第46代IWGPタッグ王座（パートナーは高山善廣）

5度目の防衛戦は高山が脳梗塞からの復帰のメドが断たず、王座を返上しなければならない危機となり、高山がパートナーの座を健介に譲り、返上ではなく健介&鈴木組で新王者組と主張したが認められず、棚橋&中邑真輔組との王座決定戦に挑むこととなり、鈴木が自らフォールを取られてしまい敗れた。
- 第16代・第30代NEVER無差別級王座
- 第25代NEVER無差別級6人タッグ王座（パートナーはエル・デスペラード、成田蓮）
- KOPW2022保持者（初代）
- G1 TAG LEAGUE優勝（2011年）（パートナーはランス・アーチャー）

プロレスリング・ノア
- 第23代GHCヘビー級王座[26]
- 第10代GHCタッグ王座（パートナーは丸藤正道）
- グローバル・リーグ戦優勝（2016年）

全日本プロレス
- 第35代・第42代三冠ヘビー級王座
- 第55代世界タッグ王座（パートナーは太陽ケア）
- 第81代アジアタッグ王座（パートナーはNOSAWA論外）
- チャンピオン・カーニバル優勝（2009年、2010年）

天龍プロジェクト
- 第24代WAR世界6人タッグ王座（パートナーは"brother"YASSHI、拳剛）

DDTプロレスリング
- DDT UNIVERSAL王座（第18代）

アップタウン
- UP TOWNチャンピオンシップ（初代）

プロフェッショナルレスリングJUST TAP OUT
- 第6代JTOタッグ王座（パートナーは夕張源太）

RPW
- 第19代RPWブリティッシュ・ヘビー級王座
- 第20代RPWブリティッシュ・タッグ王座（パートナーはザック・セイバーJr.）

ROH
- 第29代ROH世界TV王座

MLW
- 第14代MLW世界タッグ王座（パートナーはイクロ・クウォン）

プロレス大賞
- 2004年度プロレス大賞 技能賞
- 2004年度プロレス大賞 最優秀タッグチーム賞（&高山善廣）
- 2006年度プロレス大賞 最優秀選手賞[48]
- 2008年度プロレス大賞 最優秀タッグチーム賞（&太陽ケア）
- 2015年度プロレス大賞 殊勲賞[49]

## 入場曲
下記楽曲のオリジナルアーティストは、全て中村あゆみが担当している。2015年にリリースされた中村の企画ベストアルバム『「風になれ」 完全版20周年ベスト〜鈴木みのるテーマ曲集』に2015年10月時点までに使用された曲が収録されている。なお、「風になれ」の原盤権は鈴木が所有者となっている。使用順は下から。
風になれ〜The King to the World〜（2018年6月23日 - ）
デビュー30周年を記念し、2018年6月23日開催の「大海賊祭」VSオカダ・カズチカ戦から使われ始めた。 同日にシングルCDも発売された。シングルCDには、鈴木軍のテーマ曲「SUZUKI GUN ICHI-BAN」も収録され、同日の大会から解散まで使われた。ストロングスタイルを結成しても本曲も継続して使われている。 
風になれ〜I have to be a lonely warrior,tonight〜（2006年 - 2018年）
2006年より使用。ファンからの熱い要望により、ミックスダウンし2013年1月4日にCD発売。
また、2014年9月3日リリースされた中村のベストアルバム『Ayumi of AYUMI〜30th Anniversary All Time Best』にも収録。
旧タイトルは『風になれ -Rough-Mix-』。
風になれ ※New Version（2004 - 2006）
下記曲のニューバージョン。2004年より使用されメジャーレーベルでのCD化。当時、参戦していたNOAHのCDにも収録されている。
The Beautiful days～風になれ2～
2010年3月26日、船木との金網デスマッチにのみ使用。歌詞自体は2008年の鈴木のデビュー20周年興行の頃には書き上がっており、中村が『週刊プロレス』別冊の鈴木の20周年記念本の中の第三者インタビュー記事で「（鈴木が）パンクラスを離れかけていた頃のいろいろを人伝えに聞き、自分（中村）が思った事を歌詞にした」と語っている。
where is my Hero
2004年11月13日、IWGPヘビー級選手権・佐々木健介戦にのみ使用。
風になれ（1994年 - 2004年）
鈴木が大ファンである中村に直接依頼したことから生まれた楽曲。
インディーズレーベルよりCD化され現在は廃盤。次にリリースされるバージョンが主流となったため、こちら旧バージョンと称されている。前述の2014年にリリースされた中村のベストアルバムのボーナストラックに収録された。
Yesterday,Today&Tomorrow
入場に使用した音源は未CD化（マスターテープ紛失のため上記「風になれ」ベスト収録音源は新規録音）。
MIDNIGHT HALLELUJAH
パンクラス旗揚げ当時からモーリス・スミスへのリマッチ期にかけて使用。
太陽の光の中で
藤原組時代（1992年）に使用。
BOY'S ON THE ROAD
藤原組時代（1991年）に使用。
BROTHER
UWF時代（1990年）に使用。
Rolling Age
UWF時代（1989年）に使用。鈴木自身初の入場テーマ。

## 自主興行

### 風になれ
2008年4月14日にFIGHTING TV サムライにて記者会見を発表、その日の生放送番組『Sアリーナ」』にも出演し、鈴木から詳細が語られた。
- 大会名 : 風になれ 〜SUZUKI MINORU 20×2th Birthday Party〜
- 開催日時 : 2008年6月17日
- 開催場所 : 後楽園ホール
- 観客 : 2,300人
- 放送局 : FIGHTING TV サムライ
- 主催 : 鈴木みのる20周年記念大会実行委員会

#### 試合内容
| 第1試合 タッグマッチ 30分1本勝負 |                                              |                                                 |
| ○獣神サンダー冨宅イガー 獣神サンダー・ライガー                                                                                      | 10分37秒 アキレス腱固め                      | 獣神サンダー菊イガー● 獣神サンダーメカマミー    |
| ※レフェリー：獣神サンダー良イガー                                                                                                   |                                              |                                                 |
| 第2試合 シングルマッチ 30分1本勝負                                                                                                  |                                              |                                                 |
| ○中嶋勝彦 | 7分37秒 ジャーマン・スープレックス・ホールド | 佐藤光留●                                       |
| 第3試合 エキシビションマッチ（5分1ラウンド）                                                                                        |                                              |                                                 |
| 鈴木みのる | 時間切れ引き分け                             | モーリス・スミス                                |
| 第4試合 バトルロイヤル（14人参加）                                                                                                  |                                              |                                                 |
| ○マッスル坂井 | 25分57秒 冨宅の"泣いてブラザーを斬る"⇒体固め | "brother"YASSHI●                                |
| -参加選手- 内藤哲也、真田聖也、太田一平、KUSHIDA、風香、佐藤光留 蝶野三四郎、ジャンボ菊、荒谷日明、男色ディーノ、冨宅飛駈、TAKEMURA |                                              |                                                 |
| 第5試合 6人タッグマッチ 30分1本勝負                                                                                                 |                                              |                                                 |
| ○NOSAWA論外 MAZADA 丸藤正道 | 21分41秒 超高校級ラ・マヒストラル            | カズ・ハヤシ ザ・グレート・サスケ TAKAみちのく● |
| 第6試合 シングルマッチ 60分1本勝負                                                                                                  |                                              |                                                 |
| ○鈴木みのる | 22分01秒 スリーパーホールド                  | 高山善廣●                                       |
| ※リングコール：中村あゆみ |                                              |                                                 |

### パイルドライバー
- 2011年3月11日に起きた東北地方太平洋沖地震（東日本大震災）のチャリティーイベントとして開催が決定。スタッフ・選手がノーギャラで参加する。

試合カード発表前に前売券が完売してしまったため、追加発売が決定した。
- 大会名 : PILEDRIVER charity project　カウント2.9　～さあ、ここから～
- 開催日時 : 2011年6月25日
- 開催場所 : 新宿フェイス
- 観客 : 超満員札止め。（前売・追加・当日立見、完売。）
- 主催 : パイルドライバー　チャリティープロジェクト実行委員会

興行収益は、2011年7月7日付けの鈴木の公式ブログ で日本赤十字社の「東北地方太平洋沖地震宛」に募金したと公表した（チケット売上、グッズ売上、義援金プロジェクトの売上などの「総収入」から会場費、その他の「必要経費」を引いた利益額。）。
その後、マスコミ非公開の興行を宮城県の気仙沼市で開催した。前もってその際の募金は義捐金にはせず、次回の被災地での大会資金にすると公言し、実際に宮城県気仙沼市本吉町でマスコミ非公開で興行を行った。

#### 試合内容
| 第一試合 “楽”                  |                                    |                                     |
| ×菊タロー 伊藤崇文             | 11分44秒 関空トルネード            | くいしんぼう仮面○ ランジェリー武藤  |
| 第二試合 “哀”                  |                                    |                                     |
| ×佐藤光留                      | 10分1秒 垂直落下式ブレーンバスター | 真霜拳號○                           |
| 第三試合 “怒”                  |                                    |                                     |
| 高木三四郎 ×入江茂弘 （TKG48） | 10分42秒 タイチクラッチ(仮)        | TAKAみちのく タイチ○ （鈴木軍(仮)） |
| 第四試合 “喜”                  |                                    |                                     |
| ○KAI 日高郁人                  | 15分22秒 スプラッシュ・プランチャ  | HARASHIMA 藤田ミノル×               |
| 第五試合 “夢”                  |                                    |                                     |
| 鈴木みのる ○里村明衣子         | 18分3秒 デスバレーボム             | 高山善廣 栗原あゆみ×                |
| 緊急特別試合                   |                                    |                                     |
| ○KIKUZAWA                      | 5分31秒 えびす落とし               | NOSAWA論外×                         |
| ○高山善廣                      | 2分12秒 ニーリフト                 | NOSAWA論外×                         |
| ○鈴木みのる                    | 1分31秒 ゴッチ式パイルドライバー   | NOSAWA論外×                         |

当初はスーパーヘイト、MAZADAが参戦する予定だったが、在籍していたVOODOO-MURDERSのリーダー・TARUの暴行事件による全日本からの無期限出場停止処分を受け、こちらも出場辞退となった。

## メディア出演

### 映画
- タナカヒロシのすべて（2004年） - 工員
- ガッツ伝説 愛しのピット・ブル（2006年） - 菅原
- カブキングZ（2008年）
- 喧嘩高校軍団 特攻!國士義塾VS.朝高（2009年） - 田村
- 大怪獣モノ（2016年） - 新田陽出人：強化後2

### テレビドラマ
- ジョシデカ!-女子刑事-（2007年10月 - 12月、TBS） - 溝之口吾郎 役
- シリーズ激動の昭和・3月10日東京大空襲/語られなかった33枚の真実（2008年3月10日、TBS）- 憲兵 役
- 仮面ライダーリバイス 第1話ゲスト（2021年9月5日、テレビ朝日） - 原田智之 役[59]

### ネットドラマ
- ジョシデカ!-女子刑事- ウェビソード（2007年10月 - 12月） - 主人公・溝之口吾郎 役 ※スピンオフドラマとしてネット配信

### Vシネマ
- 新☆四角いジャングル 虎の紋章 （2010、西）
- この男たち、凶暴にて。 （2011、ブチ）
- 実録マフィアンヤクザV MONEYTRAPPING （2013）

### ラジオ
- 鈴木みのるのマンガ王に俺はなる!（2016年 - 2018年6月28日、ソラトニワ原宿）

### バラエティー
- クイズ!ヘキサゴンII（フジテレビ）
- とんねるずのみなさんのおかげでした（2009年11月26日と2018年2月15日、フジテレビ）「ムダ・ベストテン」に出演
- アウト×デラックス（2014年2月13日、フジテレビ）
- ジャンクSPORTS（2018年9月2日、フジテレビ）VTR出演
- 照英・児島玲子の最強！釣りバカ対決!!（2019年4月4日、BS日テレ）

### アニメ
- ONE PIECE（2007年12月23日、フジテレビ）- 風野みのる 役

### 著書
- 『鈴木みのるの独り言100選』（2012年11月1日、ベースボールマガジン社）ISBN 978-4-583-10500-0
- 『プロレスで〈自由〉になる方法』（2015年10月29日、毎日新聞出版）ISBN 978-4620323329
- 『ギラギラ幸福論 白の章』（2019年12月28日、徳間書店）ISBN 978-4-19-864989-0
- 『ギラギラ幸福論 黒の章』（2019年12月28日、徳間書店）ISBN 978-4198650506

#### 共著
- 金沢克彦『風になれ』（2006年10月1日、東邦出版）ISBN 978-4809405662

#### 関連書籍
- 「週刊プロレス」別冊2008夏季号 「鈴木みのる 風になれ 〜SUZUKI MINORU 20×2th Birthday Party〜」ベースボール・マガジン社、2008年6月、雑誌コード 29688-7/25 L-8/17

### 連載
- 新 鈴木みのるの独り言 - 週刊プロレス （ベースボールマガジン社）2010年1月 - 2013年5月 全169回
  - 2008年 - 2009年までは 『鈴木みのるの独り言』として連載。同連載100回目を持ってリニューアルし現在の連載名となる。
- 鈴木みのるのふたりごと・KAMINOGE（東邦出版）2013年6月 - （KAMINOGE No.19より）

### ゲーム
- 鉄拳3 - モーションキャプチャー協力[60]

### MV
- 遊助「お前しかいねぇ 遊turing RED RICE(from湘南乃風)」（2015年）[31]